# Kingston (Massachusetts)
Kingston es un pueblo ubicado en el condado de Plymouth en el estado estadounidense de Massachusetts. En el Censo de 2010 tenía una población de 12.629 habitantes y una densidad poblacional de 237,76 personas por km².

## Geografía
Kingston se encuentra ubicado en las coordenadas 41°59′14″N 70°44′31″O / 41.98722, -70.74194. Según la Oficina del Censo de los Estados Unidos, Kingston tiene una superficie total de 53.12 km², de la cual 48.32 km² corresponden a tierra firme y (9.03%) 4.79 km² es agua.

## Demografía
Según el censo de 2010, había 12.629 personas residiendo en Kingston. La densidad de población era de 237,76 hab./km². De los 12.629 habitantes, Kingston estaba compuesto por el 96.1% blancos, el 1.05% eran afroamericanos, el 0.11% eran amerindios, el 0.92% eran asiáticos, el 0.01% eran isleños del Pacífico, el 0.52% eran de otras razas y el 1.28% pertenecían a dos o más razas. Del total de la población el 1.11% eran hispanos o latinos de cualquier raza.